# Capitão 7
Capitão 7 é um super-herói brasileiro que é oriundo da TV Record (como série de TV) e posteriormente reformulado em gibi. Criado em 1954 na TV Record por Rubem Biáfora e tendo o ator mineiro Ayres Campos (que na época tinha físico de atleta) como protagonista, ficou no ar até 1966 (12 anos). O programa estreou em 24 de setembro de 1954. A princípio, o seriado era realizado ao vivo e depois de um certo tempo gravado.
O número "7" é uma alusão ao canal onde a emissora pode ser sintonizada em São Paulo.
O personagem era inspirado em personagens da tiras de jornal e revistas em quadrinhos como Buck Rogers, Flash Gordon, Superman e Capitão Marvel.

## História do personagem
Quando criança, Carlos foi levado por alienígenas ao Sétimo Planeta (daí seu codinome), onde cresceu aprimorando corpo e mente. Já adulto, retornou à Terra. Em sua identidade civil, Carlos é um brilhante químico. Quando a situação exige a presença de um herói, ele se transforma no Capitão 7.
- Parentes/amigos conhecidos:

Silvana – Carlos e Silvana tiveram um longo namoro, e por fim se casaram. No início a vida dupla do herói era um segredo, mas com o tempo Carlos revelou sua identidade a Silvana e até mesmo a levou até o Sétimo Planeta, onde a moça adquiriu poderes semelhantes ao do Capitão. Desde então, os dois passaram a atuar em conjunto.
Dr. Moreira - pai de Silvana, Dr. Moreira é um proeminente agente da Interpol e uma importante fonte de informação e apoio ao casal de heróis.
- Arqui-inimigo(s):

O Caveira - quando o bandido Cid, capturado pelo Capitão 7, tenta escapar da prisão, acaba por destruir seu rosto nas cercas elétricas. Jurando vingança contra o herói que o aprisionou, Cid passa a utilizar uma máscara e assume a identidade do Caveira – que com o tempo viria a se tornar um dos principais antagonistas do Capitão. O Caveira foi criado por Juarez Odilon, e faz sua primeira aparição na edição número 19 da revista do Capitão 7.
Dr. Corvus - Cientista louco do sétimo planeta, criou uma terrível arma química que lhe dá o poder de hipnotizar ou até mesmo fulminar alguém com os olhos usando a força de seu pensamento. Também possui garras venenosas.
Dr. Solano - Gênio do mal que tenta derrotar Capitão 7 com seus diversos aparatos científicos. Já chegou a criar um exército robótico com suas feições e a trocar de corpo com Dr. Moreira.

## Poderes
O Capitão 7 é capaz de voar e se mover com grande velocidade. Também possui super-força e é praticamente invulnerável, além de ser capaz de resistir a ambientes inóspitos (como, por exemplo, viajar através do vácuo). Seus poderes, no entanto, funcionam completamente apenas enquanto estiver utilizando seu uniforme especial, feito de uma malha atômica, que Carlos mantém guardado em uma caixa de fósforos enquanto se mantém em sua identidade civil. Sempre que necessário, o Capitão ainda pode viajar até o Sétimo Planeta e recorrer à ajuda de seus patronos, donos de uma ciência e tecnologia muitíssimo mais avançadas do que as da Terra. Além disso, utiliza uma arma de raios paralisantes e lentes de raio-x. Sua cabeça seria completamente vulnerável, porém Capitão 7 se banha com raios de invulnerabilidade, que duram por mais ou menos uma semana.

## Histórias em Quadrinhos
O gibi do Capitão 7 teve início em 1959 pela editora Continental/Outubro. Sendo desenhado por Jayme Cortez, Júlio Shimamoto, Getulio Delphim, Juarez Odilon, entre outros artistas. Com roteiros de Helena Fonseca, Hélio Porto e Gedeone Malagola.
Durou cerca de 40 edições, até 1965. A diferença entre a série de TV e a revista em quadrinhos é que, nos quadrinhos, ao contrário da TV que era na época extremamente limitada (não existiam recursos de informática, hoje tão amplamente utilizados), os artistas eram livres para desenhar Capitão 7, por exemplo, voando, levando um veículo que pesa toneladas, enfim, colocando em prática seus super-poderes concedidos pelo alienígena.
Nos anos 80, Ayres Campos criou uma empresa de fantasias de super-heróis para crianças com o nome de Capitão 7, em 1983, o personagem chegou a ganhar uma revista promocional produzida por Douglas Galindo, distribuída como brinde na compra das roupas.
Em 1997, Ayre Campos anunciou um novo gibi, desenhado por Anderson Siqueira, que seria publicado pela Voga Comunicação.
Em 2006, a Marisol S.A. lançou na revista Triplik (revista oficial das marcas Lilica Ripilica e Tigor T. Tigre saindo de forma mensal pela Editora Profashional),  novas hqs com o Capitão 7, tendo como roteirista e ilustrador Danyael Lopes. Capitão 7 foi ilustrado inclusive com ajuda de recursos de computação gráfica, diferente das origens em que o processo fora totalmente "artesanal".
Os direitos autorais do personagem continuam a pertencer aos herdeiros do ator, transferidos aos seus filhos por herança após o seu falecimento em 2003.

### Crossovers
Em 2007, o quadrinista Samicler Gonçalves pediu autorização a família de Ayres Campos para criar um crossover entre o super-herói de Samicler, o Cometa e o Capitão 7 mas, o pedido foi recusado.
Em 2010, a família autorizou o jornalista e roteirista Roberto Guedes a publicar um encontro entre o Capitão 7 e o Fantastic Man (criação de Tony Fernandes) ilustrado por Carlos Henry.